# Phillippe de Longvilliers de Poincy
Phillippe de Longvilliers de Poincy (* 1583; † 11. April 1660) war ein französischer Adeliger, Ritter des Malteserordens und Abenteurer in der Karibik, der zeitweise Gouverneur von St. Kitts war, von wo aus er gegen Engländer, Holländer und Spanier kämpfte, aber auch mit dem König von Frankreich im Konflikt stand.

## Leben

### 1638 bis 1641
Am 12. Januar 1638 segelte de Poincy im Auftrag der Compagnie des îles d’Amérique, an der auch Kardinal Richelieu beteiligt war, an Bord der „La Petite Europe“ in die Karibik, um dort den 1637 an Syphilis verstorbenen Pierre Belain d´Esnambuc zu ersetzen, der einen ersten französischen Kolonisierungsversuch in der Karibik unternommen hatte. Am 20. Februar erreichte er Saint Christophe (engl.: St. Kitts) und übernahm dort als Lieutenant Gouverneur der amerikanischen Inseln und als Generalkapitän der Franzosen die Amtsgewalt auf der seit 1625 zwischen Engländern und Franzosen geteilten Insel. Bei seiner Ankunft trug er allerdings die Insignien der Ritter des Heiligen Johannes und schon kurz darauf brach er mit der Autorität Frankreichs, indem er auf der Insel verkünden ließ „Die Bewohner von Saint Christophe werden keinen Gouverneur haben als de Poincy und sich keine Befehle vom König von Frankreich erteilen lassen“.
Im Jahr 1639 erreichte er eine Einigung mit den Engländern, in der festgelegt wurde, dass keine der beiden Nationen auf der Insel Tabak anbauen würde. Im Jahr darauf schickte er einen seiner Gefolgsleute, den Hugenotten Jean Levasseur (auch Le Vasseur), gemeinsam mit 60 Bukanieren aus, um die Engländer von Tortuga (frz.: Île de la Tortue) zu vertreiben. Dieses Unternehmen glückte, und Le Vasseur ließ sich auf Tortuga nieder. Am 6. November 1640 schlossen de Poincy und Levasseur ein Abkommen, das auf Tortuga religiöse Toleranz garantierte und den Handel zwischen beiden Inseln erlaubte.

### 1642 bis 1647
Um 1642 begann de Poincy  mit dem Bau des Chateau de Montagne auf seinem La Fontaine genannten Anwesen. Dies war eines der herrschaftlichsten Schlösser, die in Amerika gebaut wurden. Es liegt heute in Ruinen. Daneben ließ er Gärten anlegen und mit exotischen Blumen und Bäumen bepflanzen. Unter anderem wird behauptet, er habe den Flammenbaum von Madagaskar für seinen Garten nach St. Christophe gebracht und ihn so in der Karibik heimisch gemacht. Dieser Baum wurde nach ihm poinciana regia benannt. Seinen Amtssitz hatte er  in Basseterre, dem Hauptort der Insel, wo sich heute die Church Street befindet. Von dort aus sprach er Recht und verwaltete die Kolonie.
Am 26. Dezember 1644 sandte die französische Krone (König Ludwig XIV. war erst sechs Jahre alt) de Thoissy nach St. Christophe, um de Poicy als Gouverneur abzulösen. De Poincy ließ ihn jedoch nicht an Land kommen und schicktte ihn in Ketten zurück nach Frankreich. Ebenso wurden die Kapuziner-Mönche von der Insel vertrieben, da sie in dem Streit für de Thoissy Partei ergriffen hatten. Stattdessen wurden Jesuiten auf die Insel eingeladen, um sich um das Seelenheil der Bewohner zu kümmern.

### 1648 bis 1650
Im Jahr 1648 besetzte er zuerst die Nachbarinsel San Bartolomeo (frz.: Saint Barthélemy), die nur von 170 Europäern und 50 afrikanischen Sklaven besiedelt war. Im selben Jahr hatten die Spanier nach Ende des Achtzigjährigen Krieges ihr Fort im Südosten der Insel St. Martin aufgegeben, wo sich nun Holländer aus Sint Eustatius niederließen. Daraufhin schickte er seinen Neffen Robert de Lonvillliers de Poincy gemeinsam mit 300 Männern los, um die Insel ebenfalls zu besetzen. In der Folge ließen sich die Holländer im südlichen Teil von St. Martin (ndl.: Sint Maarten) und die Franzosen im Norden nieder. Diese Teilung wurde 1648 im Vertrag von Concordia zwischen Frankreich und der Republik der Sieben Vereinigten Provinzen bestätigt, wodurch die Insel bis heute zweigeteilt ist. 1650 erfuhr er, dass die Spanier auch die Jungferninsel Santa Cruz (frz.: Saint Croix) evakuiert hatten, von der sie zuvor Engländer und Holländer vertrieben hatten. Daraufhin entsandte er seinen Gefolgsmann Vaugelan mit zwei Schiffen und 160 Mann, um diese zu besetzen. Den Urwald, der die Spanier vor einer Besiedlung abgehalten hatte, setzten die Franzosen dabei in Brand.

### 1651 bis 1660
1651 intervenierte der Malteserorden, um zwischen ihm und dem vertriebenen de Thoissy Frieden zu schließen, und so bezahlte er 90.000 Livres Entschädigung. Dabei überzeugte de Poincy den Großmeister Jean de Lascaris-Castellar vom wirtschaftlichen Potential der Inseln und überredete ihn, an Frankreich 120.000 Livres für die Rechte auf St. Christophe, St. Barthélemy, St. Croix und St. Martin zu bezahlen. Den Vertrag mit der Krone verhandelte Jacques de Souvré, Botschafter des Ordens in Versailles. De Poincy wurde vom Malteserorden umgehend als dessen Gouverneur dieser Inseln bestätigt, aber schon kurz darauf wurde Fra' Charles Huault de Montmagny losgeschickt, um dieses Amt von ihm zu übernehmen. Als dieser ankam, handelte de Poincy wie zuvor schon mit de Thoissy und weigerte sich zurückzutreten. Stattdessen zwang er de Montmagny, sich im Norden von Saint Christophe niederzulassen, wo dieser bis zu seinem Tod 1657 auch blieb.
Im Jahr 1653 bestätigte der französische König die Rechte des Malteserordens auf die vier Inseln, behielt sich aber die Suzeränität vor, indem beim Amtsantritt jedes neuen Königs 1000 Kronen zu bezahlen seien.
Am 11. April 1660 starb Phillippe de Longvilliers de Poincy 77-jährig und wurde in Basseterre auf St. Kitts begraben, vermutlich dort, wo sich heute die Saint-George-Kirche befindet. Er wird bis heute gewürdigt als derjenige, der den Ort zu einem florierenden Hafen in der Karibik gemacht hat. Im jährlichen Karneval der Insel tritt noch heute eine Gruppe auf, deren Mitglieder die Nachfahren von einer Akrobatentruppe sind, die de Poincy aus Afrika als seine persönlichen Sklaven importieren ließ, um sie bei Festen auf seinem Anwesen La Fontaine auftreten zu lassen.
Seine Nachfolge als Gouverneur trat Fra' Charles de Sales an, der ihm schon 1659 vom Malteserorden zur Seite gestellt wurde. Dieser fuhr das finanziell riskante Engagement des Ordens in der Karibik zurück und verkaufte die Inseln zurück an die französische Krone.